# 李虎林
李 虎林（リ・ホリム、朝鮮語: 리호림）は、朝鮮民主主義人民共和国の工作員、政治家。朝鮮労働党中央委員会部長、同委員会政治局委員候補。朝鮮赤十字会中央委員会書記長などを歴任した。

## 経歴
出生地や生年月日は不明。
2001年に朝鮮赤十字会中央委員会委員として南北赤十字会談に参加し、離散家族問題などについて討議した。2002年には赤十字会書記長に転じ、4月に開催された日朝赤十字会談で北朝鮮による日本人拉致問題などについて話し合った。2002年10月15日、拉致被害者5人の「一時帰国」に朴英男同胞事業部員とともに拉致被害者に同行した。また、北朝鮮の日本人遺骨収集問題などについて日本側と話し合った。
2014年3月には中国の瀋陽で開かれた日本との赤十字会談に朝鮮赤十字会事務総長の肩書で参加した。赤十字会談には、北朝鮮外務省の劉成日課長や日本外務省アジア大洋州局の小野北東アジア課長も同席した。
2019年12月28日に開催された朝鮮労働党中央委員会第7期第5回総会で党中央委員会政治局委員候補、党中央委員会委員に補選され、党中央委員会部長に任命された。